# اسکلی آلورو
اسکلی آلورو (انگلیسی: Skelly Alvero؛ زادهٔ ۴ مهٔ ۲۰۰۲) بازیکن فوتبال اهل فرانسه است.